# Örebro
Örebro este un oraș în Suedia. Se află la o altitudine de 34 m deasupra nivelului mării. Are o suprafață de 5.575 ha. Populația este de 128.658 locuitori, determinată în 31 decembrie 2023.

## Demografie
| \| Evoluția demografică a zonei urbane Örebro, 1970–2015 \| Evoluția demografică a zonei urbane Örebro, 1970–2015 \| Evoluția demografică a zonei urbane Örebro, 1970–2015 \| Evoluția demografică a zonei urbane Örebro, 1970–2015 \| Evoluția demografică a zonei urbane Örebro, 1970–2015 \| \| --------------------------------------------------------------------------------------- \| ----------------------------------------------------- \| ----------------------------------------------------- \| ----------------------------------------------------- \| ----------------------------------------------------- \| \| An \| \| \| Locuitori \| \| \| 1970 \| 1970 \| \| 87.125 \| 87.125 \| \| 1975 \| 1975 \| \| 88.125 \| 88.125 \| \| 1980 \| 1980 \| \| 84.830 \| 84.830 \| \| 1990 \| 1990 \| \| 85.858 \| 85.858 \| \| 1995 \| 1995 \| \| 90.814 \| 90.814 \| \| 2000 \| 2000 \| \| 95.354 \| 95.354 \| \| 2005 \| 2005 \| \| 98.237 \| 98.237 \| \| 2010 \| 2010 \| \| 107.038 \| 107.038 \| \| 2015 \| 2015 \| \| 115.765 \| 115.765 \| \| Sursa: SCB - Statistika Centralbyrån, Folkmängden per tätort. Vart femte år 1960 - 2016 \| \| \| \| \| |      |  |           |         |
| Evoluția demografică a zonei urbane Örebro, 1970–2015 |      |  |           |         |
| An |      |  | Locuitori |         |
| 1970 | 1970 |  | 87.125    | 87.125  |
| 1975 | 1975 |  | 88.125    | 88.125  |
| 1980 | 1980 |  | 84.830    | 84.830  |
| 1990 | 1990 |  | 85.858    | 85.858  |
| 1995 | 1995 |  | 90.814    | 90.814  |
| 2000 | 2000 |  | 95.354    | 95.354  |
| 2005 | 2005 |  | 98.237    | 98.237  |
| 2010 | 2010 |  | 107.038   | 107.038 |
| 2015 | 2015 |  | 115.765   | 115.765 |
| Sursa: SCB - Statistika Centralbyrån, Folkmängden per tätort. Vart femte år 1960 - 2016 |      |  |           |         |

## Personalități marcante
- Mary Stävin, actriță și fotomodel